# Kyalami
Kyalami je dirkališče, ki leži blizu južnoafriškega mesta Gauteng. Med letoma 1967 in 1985 ter 1992 in 1993 je gostilo prvenstveno dirko Formule 1 za Veliko nagradi Južne Afrike, med sezonama 1961 in 1965 pa neprvenstveno dirko za Veliko nagrado Randa.

## Zmagovalci
| Sezona | Datum        | Zmagovalec        | Moštvo           | Poročilo |
| ------ | ------------ | ----------------- | ---------------- | -------- |
| 1993   | 14. marec    | Alain Prost       | Williams-Renault | Poročilo |
| 1992   | 1. marec     | Nigel Mansell     | Williams-Renault | Poročilo |
| 1985   | 19. oktober  | Nigel Mansell     | Williams-Honda   | Poročilo |
| 1984   | 7. april     | Niki Lauda        | McLaren-TAG      | Poročilo |
| 1983   | 15. oktober  | Riccardo Patrese  | Brabham-BMW      | Poročilo |
| 1982   | 23. januar   | Alain Prost       | Renault          | Poročilo |
| 1981   | 7. februar   | Carlos Reutemann  | Williams-Ford    | Poročilo |
| 1980   | 1. marec     | René Arnoux       | Renault          | Poročilo |
| 1979   | 3. marec     | Gilles Villeneuve | Ferrari          | Poročilo |
| 1978   | 4. marec     | Ronnie Peterson   | Lotus-Ford       | Poročilo |
| 1977   | 5. marec     | Niki Lauda        | Ferrari          | Poročilo |
| 1976   | 6. marec     | Niki Lauda        | Ferrari          | Poročilo |
| 1975   | 1. marec     | Jody Scheckter    | Tyrrell-Ford     | Poročilo |
| 1974   | 30. marec    | Carlos Reutemann  | Brabham-Ford     | Poročilo |
| 1973   | 3. marec     | Jackie Stewart    | Tyrrell-Ford     | Poročilo |
| 1972   | 4. marec     | Denny Hulme       | McLaren-Ford     | Poročilo |
| 1971   | 6. marec     | Mario Andretti    | Ferrari          | Poročilo |
| 1970   | 7. marec     | Jack Brabham      | Brabham-Ford     | Poročilo |
| 1969   | 1. marec     | Jackie Stewart    | Matra-Ford       | Poročilo |
| 1968   | 1. januar    | Jim Clark         | Lotus-Ford       | Poročilo |
| 1967   | 2. januar    | Pedro Rodríguez   | Cooper-Maserati  | Poročilo |
| 1965   | 4. december  | Jack Brabham      | Brabham          | Poročilo |
| 1964   | 15. december | Graham Hill       | Brabham          | Poročilo |
| 1963   | 14. december | John Surtees      | Ferrari          | Poročilo |
| 1962   | 15. december | Jim Clark         | Lotus            | Poročilo |
| 1961   | 9. december  | Jim Clark         | Lotus            | Poročilo |